# Prefixos de Codi GS1 per països
Aquesta és una llista dels codis de país utilitzats per GS1.
Font: GS1 Company Prefix
| Codi    | País |
| ------- | --- |
| 001–019 | UPC-A compatible - Estats Units d'Amèrica |
| 020–029 | UPC-A compatible - S'utilitza per emetre números de circulació restringida dins d'una regió geogràfica                                               |
| 030–039 | UPC-A compatible - Estats Units d'Amèrica (específic per a drogues, veure Codi Universal de Drogues dels Estats Units)                               |
| 040–049 | UPC-A compatible - S'utilitza per emetre números de circulació restringida dins d'una empresa.                                                       |
| 050–059 | UPC-A compatible - GS1 US reservat per a us futur.                                                                                                   |
| 060–099 | UPC-A compatible - Estats Units d'Amèrica |
| 100–139 | Estats Units d'Amèrica |
| 200–299 | S'utilitza per emetre el número de circulació restringida GS1 dins d'una regió geogràfica.                                                           |
| 300–379 | França i Mónaco |
| 380     | Bulgària |
| 383     | Eslovènia |
| 385     | Croàcia |
| 387     | Bòsnia i Herzegovina |
| 389     | Montenegro |
| 390     | Republica de Kosovo (EAN-imposat, no és membre de l'organització GS1                                                                                 |
| 400–440 | Alemanya (440 codi heretat de l'anterior República Democràtica Alemanya després de la reunificació de 1990)                                          |
| 450–459 | Japó (nou rang Japanese Article Number) |
| 460–469 | Rússia (codis de barres heretats de l'antiga Unió Soviètica)                                                                                         |
| 470     | Kirguizistan |
| 471     | Taiwan |
| 474     | Estònia |
| 475     | Latvia |
| 476     | Azerbaidjan |
| 477     | Lituània |
| 478     | Uzbekistan |
| 479     | Sri Lanka |
| 480     | Filipines |
| 481     | Belarús |
| 482     | Ucraïna |
| 483     | Turkmenistan |
| 484     | Moldàvia |
| 485     | Armènia |
| 486     | Geòrgia |
| 487     | Kazakhstan |
| 488     | Tadjikistan |
| 489     | Hong Kong |
| 490–499 | Japó (rang original Japanese Article Number) |
| 500–509 | Regne Unit |
| 520–521 | Grècia |
| 528     | Líban |
| 529     | Xipre |
| 530     | Albània |
| 531     | Macedònia |
| 535     | Malta |
| 539     | Irlanda |
| 540–549 | Bèlgica i Luxemburg |
| 560     | Portugal |
| 569     | Islàndia |
| 570–579 | Dinamarca, Illes Faroe i Groenlàndia |
| 590     | Polònia |
| 594     | Romania |
| 599     | Hongria |
| 600–601 | Sud-àfrica |
| 603     | Ghana |
| 604     | Senegal |
| 607     | Oman |
| 608     | Bahrain |
| 609     | Maurici |
| 611     | Marroc |
| 613     | Algèria |
| 615     | Nigèria |
| 616     | Kenya |
| 617     | Camerun |
| 618     | Costa d'Ivori |
| 619     | Tunisia |
| 620     | Tanzània |
| 621     | Síria |
| 622     | Egipte |
| 623     | Gestionat per GS1 Global Office per al futur MO (fou Brunei fins maig 2021)                                                                          |
| 624     | Líbia |
| 625     | Jordània |
| 626     | Iran |
| 627     | Kuwait |
| 628     | Aràbia Saudita |
| 629     | Emirats Àrabs Units |
| 630     | Qatar |
| 631     | Namibia |
| 640–649 | Finlàndia |
| 680–681 | Xina |
| 690–699 | Xina |
| 700–709 | Noruega |
| 729     | Israel |
| 730–739 | Suècia |
| 740     | Guatemala |
| 741     | El Salvador |
| 742     | Honduras |
| 743     | Nicaragua |
| 744     | Costa Rica |
| 745     | Panamà |
| 746     | República Dominicana |
| 750     | Mèxic |
| 754–755 | Canadà |
| 759     | Veneçuela |
| 760–769 | Suïssa i Liechtenstein |
| 770–771 | Colòmbia |
| 773     | Uruguay |
| 775     | Perú |
| 777     | Bolívia |
| 778–779 | Argentina |
| 780     | Xile |
| 784     | Paraguay |
| 786     | Equador |
| 789–790 | Brasil |
| 800–839 | Itàlia, San Marino i Ciutat del Vaticà |
| 840–849 | Espanya i Andorra |
| 850     | Cuba |
| 858     | Eslovàquia |
| 859     | República Txeca (codi de barres heretat de Txecoslovàquia)                                                                                           |
| 860     | Sèrbia (codi de barres heretat de Iugoslàvia i Sèrbia i Montenegro)                                                                                  |
| 865     | Mongòlia |
| 867     | Corea del Nord |
| 868–869 | Turquia |
| 870–879 | Països Baixos |
| 880–881 | Corea del Sud |
| 883     | Myanmar |
| 884     | Cambodja |
| 885     | Tailàndia |
| 888     | Singapur |
| 890     | Índia |
| 893     | Vietnam |
| 894     | Bangladesh |
| 896     | Pakistan |
| 899     | Indonèsia |
| 900–919 | Àustria |
| 930–939 | Austràlia |
| 940–949 | Nova Zelanda |
| 950     | GS1 Global Office: S'utilitza per donar suport a territoris i països on no opera cap organització membre de GS1.                                     |
| 951     | S'utilitza per emetre números d'Administració General per a l'esquema d'identificació general (GID) EPC tal com el defineix "EPC Tag Data Standard". |
| 952     | S'utilitza per a demostracions i exemples del sistema GS1.                                                                                           |
| 955     | Malàisia |
| 958     | Macau |
| 960–961 | Oficina GS1 al Regne Unit: assignacions GTIN-8 |
| 962–969 | Oficina General GS1: assignacions GTIN-8 |
| 977     | Publicacions (ISSN) |
| 978–979 | "Bookland" (ISBN) – 979-0 s'usa per a partirures ("Musicland", ISMN-13, replaça l'obsolet ISMN nombres M-)                                           |
| 980     | Rebuts de devolució. |
| 981–983 | Identificació del cupó GS1 per a àrees de moneda comuna.                                                                                             |
| 990–999 | Identificació del cupó GS1. |

Nota: Les empreses membres de GS1 poden fabricar productes a qualsevol part del món i poden llicenciar els prefixos de l'organització GS1 que escollin, els prefixos GS1 no identifiquen el país d'origen d'un producte determinat.
L'Oficina global de GS1 reserva els prefixos GS1 que no s'enumeren més amunt per a les assignacions als països on no s'ha establert cap organització membre de GS1 i per al seu ús futur dins del sistema GS1. Aquests són:
| - 140–199 - 381, 382, 384, 386 & 388 - 390–399 - 441–449 - 472 & 473 - 510–519 - 522–527 - 532–534 & 536–538 | - 550–559 - 561–568 - 580–589 - 591–593 & 595–598 - 602 & 605–606 - 610, 612, 614 & 623 - 632–639 - 650–679 | - 682–689 - 710–728 - 747–749 - 751–753 & 756–758 - 772, 774 & 776 - 781–783, 785, 787 & 788 - 791–799 - 851–857 | - 861–864 & 866 - 882, 886, 887 & 889 - 891, 892, 894, 895, 897 & 898 - 920–929 - 953, 954, 956, 957 & 959 - 970–976 - 984–989 |